# Seljačka buna
Seljačka buna (ili Hrvatsko-slovenska Seljačka buna po suvremenicima nazivana još i Velika seljačka buna ili seljački rat) je buna koja je izbila na susedgradsko-stubičkom vlastelinstvu zbog povećanja rente i terora Franje Tahyja, 1573. godine.

## Uvod
Početkom i u prvoj polovici 16. stoljeća mnoge europske zemlje bile su zahvaćene valom seljačkih ustanaka: u Mađarskoj velika Dožina seljačka buna 1514. godine, u Sloveniji ustanak slovenskih kmetova 1515. godine te u Njemačkoj veliki seljački ustanak 1524. – 1525. U Hrvatskoj neprekidni protuturski ratovi sveli su ozemlje Hrvatske na ostatke ostataka nekada slavnoga kraljevstva a dio hrvatskog područja okupirali su i Mlečani.

## Buna
Nakon što su se uzalud žalili caru i banu na zlodjela stranih plemića, seljaci su u znak prosvjeda prestali plaćati nerazumne poreze. Tako je jedan od najgorih plemića Franjo Tahi (Tahy) poslao svoje naoružane plaćenike, ali su ih seljaci s oružjem spremno dočekali. Zbog tog otpora Hrvatski sabor je seljake proglasio izdajicama domovine, na što su oni odgovorili sveopćim ustankom protiv feudalnih gospodara.
Za vođu bune izabran je Ambroz Gubec (kasnije nazvan Matija) iz Gornje Stubice. Ustanici se nisu samo ograničili na rušenje nepravednog feudalnog poretka negoli su ustrojili program po kojemu su planirali ukinuti vladavinu plemstva, te se boriti za stvaranje samostalne seljačke države sa sjedištem u Zagrebu, uspostavljanje seljačke vlade, koja će voditi skrb o porezima i drugim davanjima za obranu domovine od Turaka. Matija Gubec je sa svojim najbližim suradnicima i prijateljima Ilijom Gregorićem, Andrijom Pasancem, Ivanom Pasancem, Nikolom Pozepcom, Vinkom Lepoićem, Ivanom Mogaićem i inima digao seljake na ustanak. U noći s 27. na 28. siječnja 1573. godine buna je započela napadom na i zauzimanjem Cesargrada. Pokret seljaka brzo se proširio, a buna je zahvaćala 60 vlastelinstava na područjima Hrvatske i Slovenije. Ustanici su se podijelili u tri skupine. Prva, pod zapovjedništvom Ilije Gregorića, djelovala je na slovenskom području, druga, pod zapovjedništvom Ivana Pasanca, na području između Save i Kupe a treća skupina pod zapovjedništvom Matije Gupca, u Hrvatskom zagorju.
Nakon početnih uspjeha ustanika feudalna vojska je ubrzo slomila bunu. Gubec je s dijelom ustanika između 29. siječnja i 2. veljače 1573. godine iz Donje Stubice krenuo prema Zaboku i uspio osvojiti utvrđenu kuriju Šimuna Keglevića, Šabac kraj Krapine. Već 5. veljače 1573. godine kod Krškog slovenske kmetove predvođene Nikolom Kupinićem rastjerao je kapetan žumberačkih uskoka Josip Thurn, a dan kasnije je podban Gašpar Alapić razbio kmetsku vojsku kod Kerestinca te su zatim svladani i ustanički odredi u Planini, Jurkloštru i kod Jastrebarskog. Dana 7. veljače 1573. godine ban Drašković okuplja u Zagrebu vojsku za napad na ustanike u Zagorju, a idućega dana Gregorićeva vojska poražena je u bitci kod Šempetra. Tim porazom ugušena je buna u Sloveniji, a ostatci ustanika povlače se prema Stubičkim Toplicama. Jedino su ostali neporaženi Gupčevi pobunjenici (oko 6000) u Hrvatskom zagorju kod Stubičkih Toplica, koje je 9. veljače 1573. godine napala plemićka vojska  (oko 5000 pješaka i oklopljenih konjanika) pod vodstvom Gašpara Alapića. Bitka je počela iza podneva, a trajala je četiri sata. Iako su seljaci bili loše naoružani i bez konjice pružili su, u odlučnoj bitci, tako žestok otpor, da se nije znalo tko će pobijediti sve dok feudalnoj vojsci nije stigla pomoć. U bitki je poginuo velik broj seljaka, među njima i Ivan Mogaić, jedan od vođa ustanka, a velik dio je zarobljen.

## Nakon bune
Nakon bitke bitke kod Stubičkih Toplica u pobunjeničkim mjestima vršena je odmazda nad seljacima koji su ubijani i sakaćeni. Matija Gubec nakon bitke zarobljen je i odveden u Zagreb, gdje je pogubljen na Trgu svetog Marka, 15. veljače 1573. godine, na veoma okrutan način. Kako legenda kaže morao je nositi užarenu krunu na glavi nakon toga mađarski vlastelin Morencz Bahiczy rasčetvorio ga je. Jedini koji je iz mađarskih redova u tajnosti oplakao Gupčevu smrt bio je domaršal Jozsef Mladany.

Postupanje plemstva s pobunjenim seljacima po gušenju velike seljačke bune 1573. godine po kronici Nikole Istvánffyja: 
»Nemilosrdan i neumjeren bio je postupak protiv onih, koji su se predali ili bili zarobljeni. Na sve strane po obližnjim stablima i seoskim kućama visjeli su na poprečno spojenim motkama, da ih svatko može vidjeti, a na jednoj vrlo visokoj i razgranatoj divljoj kruški, koja slučajno bijaše izrasla uz vojničku cestu, bijaše o konopcu obješeno šesnaest ili više nesretnih seljaka i izloženo vjetrovima da ih njišu i pticama da ih kljucaju. Nekima su pak bili odsječeni nos i uši, pa su tako osakaćeni pušteni, da trajno nose sramotnu uspomenu na bunu i bezbožno podizanje mača protiv svojih gospodara. Sam Gubec, zlokobni vođa zločinačke vojske i kako ga sami nazivahu kralj, bio je živ uhvaćen, što je bilo osobito drago plemstvu i njegovim vođama, te doveden u Zagreb. Tu je on, pošto je pred njegovim očima bio pogubljen Andrija Pasanec, njegov zamjenik u vojsci, najprije bio strašno izmrcvaren usijanim kliještima, zatim okrunjen željeznom krunom i to usijanom i najposlije rasčetvoren kao razbojnik...«

## Daljnje čitanje
- Čečuk, Božidar. 1960. Tragom poginulih seljaka u Seljačkoj buni 1573. godine. Zbornik Odsjeka za povijesne znanosti Zavoda za povijesne i društvene znanosti Hrvatske akademije znanosti i umjetnosti. 3 (Hrčak)
- Brgles, Branimir. Tko se buni pod Susedgradom i Stubicom? Prilog proučavanju društvenih nemira 1565. – 1573. Povijesni prilozi. 37 (55): 139–203 (Hrčak)